# 大眾銀行足球俱樂部
大眾銀行足球俱樂部（Public Bank FC）是一家曾经在马来西亚足球超级联赛比赛的足球俱乐部，属于马来西亚其中一家最大的银行大眾銀行（Public Bank)拥有。大眾銀行足球俱乐部设立于雪兰莪士拉央。2006年赛季结束后，球队在8支球队中排名第7，因而降级至首要联赛。但是球队陷入财务困境而退出联赛，因而遭到马来西亚足球总会禁赛5年。自此之后，球队再也没有参与马来西亚足球活动。

## 体育场
球队的主场主场为士拉央体育场。

## 球队荣誉
首要联赛乙级（Premier II League)

冠军 (1次) - 2003